# سامسونگ بی۷۳۰۰
سامسونگ بی۷۳۰۰ یک‌نمونه از گوشی‌های تلفن همراه سری B شرکت سامسونگ می باشد که توسط همین شرکت به بازار عرضه شده‌است.